# Flèche d’Or (Radsport)
Flèche d’Or (ab 1982 Flèche d’Or européenne) war ein französischer Wettbewerb im Straßenradsport für Amateure, der als Paarzeitfahren für Zweierteams veranstaltet wurde.

## Geschichte
Das Rennen Flèche d’Or wurde 1970 begründet und fand bis 1990 zwischen den Städten Lignières (Aube) und Auxerre statt. Das Rennen hatte 21 Ausgaben.

## Sieger
- 1970  Yves Hézard /  Joël Millard
- 1971  Jean-Pierre Guitard /  Claude Aiguesparses
- 1972  Jean-Claude Misac /  Christian Poissenot
- 1973  Alain Cigana /  Guy Frosio
- 1974  David Wells /  Jean-Pierre Biderre
- 1975  André Gevers /  Alfons van Katwijk
- 1976  Christian Lefèbvre /  Jean-Paul Letourneur
- 1977  Christian Lefèbvre /  Jean-Paul Letourneur
- 1978  Christian Lefèbvre /  Jean-Paul Letourneur
- 1979  Maurizio Bidinost /  Raniero Gradi
- 1980  Michael Wilson /  Jeff Leslie
- 1981  Ryszard Szurkowski /  Tadeusz Mytnik
- 1982  Alain Renaud /  Denis Roux
- 1983  Jean-François Bernard /  Philippe Magnien
- 1984  Patrice Esnault /  Bruno Huger
- 1985  Jean-Marc Manfrin /  Jonas Tegström
- 1986  Mariusz Bartkowiak /  Paweł Bartkowiak
- 1987  José Marques /  Laurent Masson
- 1988  Pascal Lance /  Jean-Michel Lance
- 1989  Marko Jeletich /  Jörg Müller
- 1990  Sławomir Krawczyk /  Bertrand Ziegler